# Річард Вурмбранд
Вурмбранд Річард (24.03.1909, м. Бухарест, Румунія — 17.02.2001, Торренс, Каліфорнія) — румунський лютеранський священник єврейського походження, громадський діяч, політв'язень, письменник. Автор 23 книг. Засновник місії «Голос мучеників», яка інформувала світову громадськість про переслідування християн в тоталітарних і, перш за все, комуністичних країнах, та допомагала переслідуваним.
Займає 5 місце у списку 100 найвидатніших румунів.